# (181492) 2006 UU1
2006 يو يو 1 (ويعرف أيضًا باسم (181492) 2006 يو يو 1 وفق تسمية الكوكب الصغير) (بالإنجليزية: 2006 UU1)‏ هو كويكب ضمن حزام الكويكبات؛ وترتيبه 181492 من حيث الاكتشاف.
اكتُشف هذا الجُرم الفلكي بواسطة جيمس ويتني يونغ في 16 أكتوبر 2006.

## وصلات خارجية
- (181492) 2006 UU1 في قاعدة بيانات مختبر الدفع النفاث لأجرام النظام الشمسي الصغيرة

- الاكتشاف · مخطط المدار ·  العناصر المدارية · المعلمات المادية

- (181492) 2006 UU1 على موقع ويكي سكاي: DSS2, SDSS, GALEX, IRAS, Hydrogen α, X-Ray, Astrophoto, Sky Map, Articles and images